# Le Secret
Le Secret és una pel·lícula franco-italiana de thriller psicològic dirigida en 1974 per Robert Enrico amb guió basat en la novel·la de Francis Ryck Le compagnon indésirable.

## Sinopsi
David (Jean-Louis Trintignant) està detingut en un lloc secret, situat en un antic fort, on és torturat. Aconsegueix escapar i arriba ràpidament a París, on va a veure una vella amiga. Convençut que el persegueixen, evita tornar a casa i reprèn la seva cursa. Arriba a Ardecha, on creu que pot amagar-se en un estable abandonat.
Al llarg del camí, coneix una parella, formada per Thomas (Philippe Noiret) i Julia (Marlène Jobert). Viuen al marge de la societat, en una mansió desfeta. Adonant-se que David té problemes, el conviden a passar uns dies amb ells. La parella és amable, però el comportament de David, contínuament preocupat i taciturn, els intriga. El seu amfitrió acaba confessant-los que és buscat, perquè ha descobert per casualitat "alguna cosa que no hauria de saber", i que està en perill de mort. Thomas, tant per simpatia com per gust d'aventura, es va oferir conduir-lo a la platja de Mamisan i, des d'allà, portar-lo a Espanya amb vaixell.
El trio surt a la carretera. Pel camí, Thomas veu un control dels gendarmes de carretera. Després fa baixar David, per poder recuperar-lo un cop hagi passat el control. Els gendarmes els diuen que busquen un pacient mental perillós escapat d'un hospital psiquiàtric de Tolosa. A la parella se'ls planteja el dubte: el seu company de viatge és un innocent en recerca o un psicòpata incontrolable que podria matar-los en qualsevol moment? Julia, sobretot, s'inclina cada cop més per la segona hipòtesi. Durant una etapa, escriu secretament una carta al seu germà periodista (Jean-François Adam) per demanar-li ajuda. A continuació, es posa en contacte amb un tal Beltram, que treballa al Ministeri de l'Interior. Beltram el fa conèixer a alguns dels seus companys, inclòs un psiquiatre que li diu que David és un paranoic, mitòman i perillós. Tots demanen al periodista que calli "de moment".
Després d'haver superat els altres controls de carretera, els tres viatgers arriben a la costa de les Landes. Ells troben que el vaixell en què comptava Thomas, però està fora de servei. Thomas diu que sap que els contrabandistes es posaran en contacte l'endemà. Per tant, el trio continua acampant a les dunes, David sospita de tot el que hi ha al seu voltant. Fins i tot mata un camperol que recull resina de pins. Aquest incident finalment convenç Julia de la seva bogeria. Malauradament, l'epíleg de la pel·lícula demostrarà que David té raó. La pel·lícula acaba amb una conclusió inquietant, llegida per una veu en off: 
| « | Per protegir-se, les societats modernes inventen mecanismes que no sempre poden controlar. El germà de Julia no sabia res i, tot i això, en sabia massa. La trampa també es va tancar sobre ell | » |

## Repartiment
- Jean-Louis Trintignant: David Daguerre
- Marlène Jobert: Julia Vandal
- Philippe Noiret: Thomas Bertelot
- Jean-François Adam: Claude Vandal
- Solange Pradel: Greta
- Antoine Saint-John: guàrdia
- Pierre Danny: Cap del comando
- Patrice Melennec: El gendarme del control
- Michel Delahaye: el metge
- Maurice Vallier: Beltram
- Frédéric Santaya: Home amb ocells
- Jean-Claude Fal: Home del bosc
- Yves Charbonel: Moter

## Producció
La pel·lícula es va rodar en part al castell de Craus a l'Ardecha, al centre de la ciutat de Mamisan i a la platja. Fou projectada a la secció oficial del Festival Internacional de Cinema de Sant Sebastià 1974.